# 東京ファイル212
『東京ファイル212』（とうきょうファイルにひゃくじゅうに、Tokyo File 212）は、1951年（昭和26年）製作・公開、ダレル・マックガワン、スチュアート・マックガワン共同監督の日本・アメリカ合衆国合作の長篇劇映画である。初の日米合作映画とされる。

## 略歴・概要
1949年（昭和24年）12月に設立され、翌1950年（昭和25年）に第1回作品『傷だらけの男』を新演伎座との提携により製作した、鈴木郁三の東日興業が、1951年（昭和26年）、アメリカの俳優出身の映画プロデューサージョージ・ブレイクストンとの合作を手がけたのが、本作である。
フロレンス・マーリーは、ルネ・クレマン監督の『海の牙』（Les Maudits, 1947年）、スチュアート・ハイスラー監督の『東京ジョー』（Tokyo Joe, 1949年）にも出演している女優である。歌手の市丸が特別出演しており、『お江戸ブギ』を歌っている。

## スタッフ・作品データ
- 製作 : ジョージ・ブレイクストン、鈴木郁三
- 監督・脚本 : ダレル・マックガワン、スチュアート・マックガワン
- 原作 : ジョージ・ブレイクストン
- 撮影 : 星島一郎、ハーマン・ショップ
- 照明 : 元持秀雄
- 美術 : 進藤誠吾
- 録音 : チャールス・キング
- 編集 : マーティン・G・コーン
- 音楽 : アルバート・グラッサー
- オーケストラ編曲 : 清水保雄
- 助監督 : 丹生正

- 製作 : ブレイクストン・プロダクション、東日興業
- 上映時間 （巻数 / メートル） : 91分 （10巻 / 2,505メートル）
- フォーマット : 白黒映画 - スタンダードサイズ（1.37:1） - モノラル録音

## キャスト
- ロバート・ペイトン - ジム・カーター
- フロレンス・マーリー - ステフィ・ノヴァク
- バイロン・ミッキー - ジョフリー
- 斎藤達雄 - 松戸
- 灰田勝彦 - 松戸の息子太郎
- 中村哲 - 大山
- 大川平八郎 - 仙次
- 大谷伶子 - 許婚なみ子
- 松井翠声 - 運転手ジョー
- 横尾泥海男 - バーテンダー
- 田崎潤 - 加藤
- ハヤフサヒデト - 村上
- 清水元
- 市丸 - 市丸（特別出演）
- 望月太意之助 - 楽団

## 註
1. ↑  『日本映画発達史 III』、田中純一郎、中公文庫、1980年 ISBN 4122003059, p.354.
2. ↑  #外部リンク、「東京ファイル212」、キネマ旬報、2009年11月18日閲覧。